# Bədirli
Bədirli è un comune dell'Azerbaigian situato nel distretto di Cəlilabad. Conta una popolazione di 741 abitanti.